# موارد وراثية
الموارد الوراثية هي مواد وراثية ذات قيمة فعلية أو محتملة، فالمادة الوراثية هي أي مادة ذات أصل نباتي أو حيواني أو جرثومي أو أي أصل آخر تحتوي على وحدات وظيفية للوراثة.  الموارد الجينية هي أحد مستويات التنوع البيولوجي الثلاثة التي حددتها اتفاقية التنوع البيولوجي التي وقعت في ريو، 1992.

## أمثلة
- الموارد الوراثية الحيوانية للأغذية والزراعة
- الموارد الوراثية الحرجية
- الأصول الوراثية، الموارد الوراثية التي تحفظ لأغراض مختلفة مثل التربية والحفظ والبحث
- الموارد الوراثية النباتية
- حفظ الموارد الوراثية واستخدامها المستدام

## أنظر أيضاً
- الحفظ الموارد الوراثية الحيوانية بالتبريد، استراتيجية للحفاظ على الموارد الوراثية بالتبريد
- هيئة الموارد الوراثية للأغذية والزراعة، الهيئة الحكومية الدولية الدائمة الوحيدة التي تعالج التنوع البيولوجي للأغذية والزراعة
- المعاهدة الدولية بشأن الموارد الوراثية النباتية للأغذية والزراعة، وهي اتفاقية دولية لتعزيز الاستخدام المستدام للموارد الوراثية النباتية في العالم
- بنك الجينات، وهو نوع من المستودعات الحيوية التي تحافظ على المادة الوراثية
- التنوع الجيني